# MeisterSinger
Die MeisterSinger GmbH & Co. KG ist ein deutscher Uhrenhersteller mit Sitz in Münster, der sich auf die Herstellung von mechanischen Einzeigeruhren spezialisiert hat. In diesem Bereich ist die Firma weltweiter Marktführer. Die Produktion der Uhren ist im schweizerischen Biel. Gegründet wurde die Marke 2001 von Manfred Brassler, seit 2022 ist Rainer Eckert Co-CEO.

## Geschichte

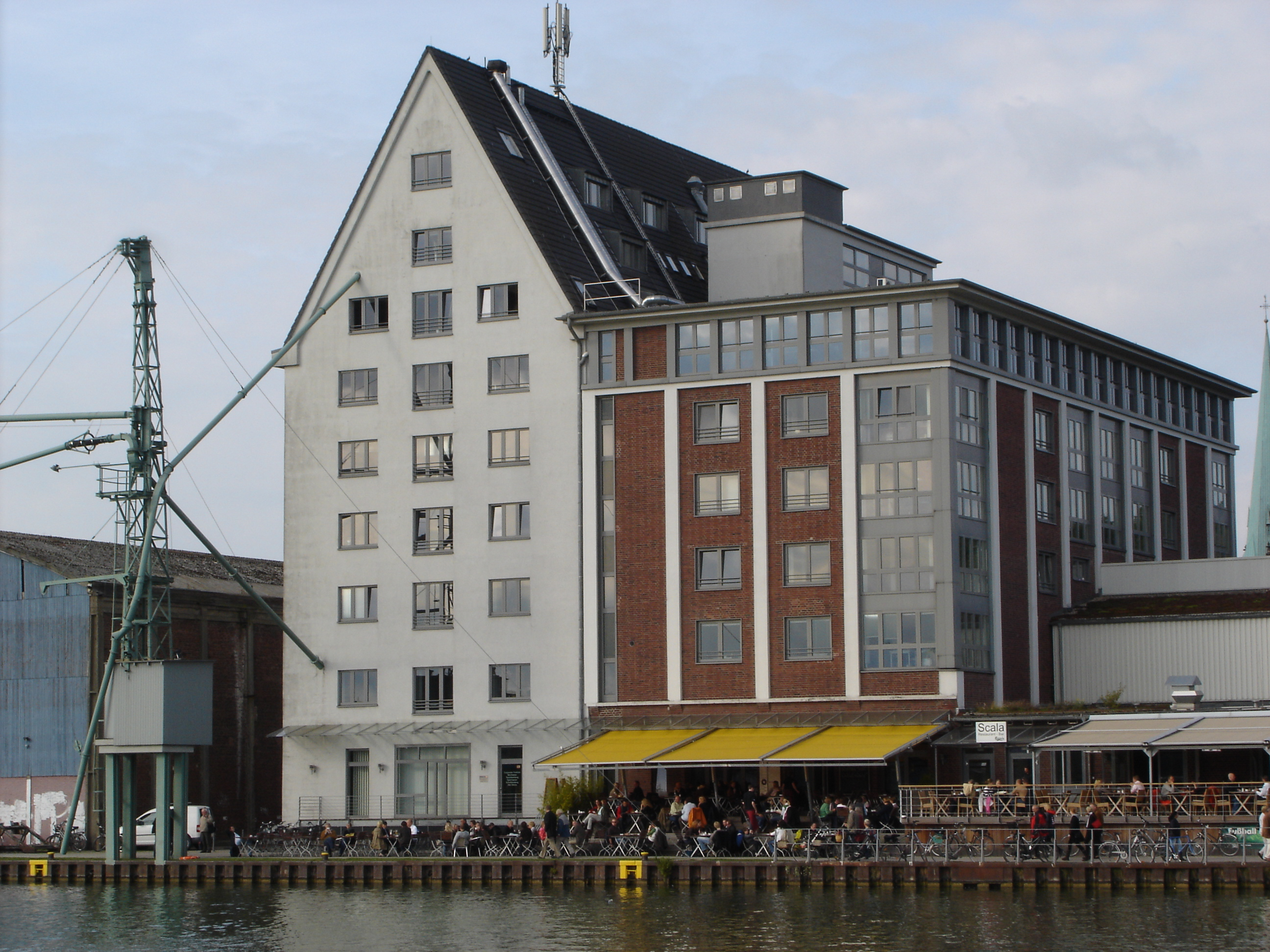
Sitz von MeisterSinger in einem ehemaligen Speicher im Hafen von Münster

Manfred Brassler gründete im Jahr 2001 MeisterSinger und ist seitdem Geschäftsführer und Gestalter der Einzeigeruhren. Er wollte zu den typischen Armbanduhren eine Alternative anbieten. Erfahrung im Uhrendesign hatte er bereits gesammelt und sich vor allem von historischen Einzeigeruhren inspirieren lassen, die ihren Trägern nur die Stunde zeigen. Die Zifferblätter haben die sachliche Optik klassischer Messinstrumente. So stehen die Zeitmesser in die technischen und kulturellen Tradition der frühen Uhrmacherei. Auch der Firmenname hat einen mittelalterlichen Bezug. Die Meistersinger waren bürgerliche Dichter und Sänger im 15. und 16. Jahrhundert, die sich zunftartig zusammenschlossen.
Das Unternehmen produziert jährlich ca. 10.000 Uhren und verkauft seine Einzeigeruhren in 56 Ländern. Die größten Märkte sind in dieser Reihenfolge Deutschland, Niederlande, Frankreich, USA, Indien, Belgien und Österreich. MeisterSinger betreut den Fachhandel in Deutschland, Österreich, Frankreich und den Niederlanden direkt. In den anderen Ländern werden ihre Uhren über Distributoren vertrieben. Seit 2016 gibt es eine neue Distribution in Japan und Ost- und Südosteuropa.
Im Jahr 2022 trat Rainer Eckert als Co-CEO ins Unternehmen ein und verantwortet seitdem alle operativen und strategischen Bereiche.

## Kollektion
Das auffälligste Gestaltungsmerkmal an den Uhren ist der einzelne, feine Nadelzeiger. Daraus resultiert eine enge Strichhierarchie auf dem Zifferblatt, die an ein Millimetermaß eines Lineals erinnert. Dabei steht jeder Teilstrich für 5 Minuten. Die einstelligen Zahlen von 1 bis 9 sind jeweils mit einer „0“ versehen.
Alle Stilelemente zusammen sorgen für den Messinstrumentencharakter der Uhren.
MeisterSinger stellt ausschließlich mechanische Uhren her. Die Einzeigeruhren werden entweder durch ein Handaufzugswerk oder ein Automatikwerk angetrieben. Dabei handelt es sich um die Schweizer ETA- und Sellita-Werke oder auch eigene Werke.
2014 präsentierte der Uhrenhersteller sein erstes eigenes Werk, das er mit seinem Partner in der Schweiz entwickelte. Beim Handaufzugswerk MSH01, das dank zweier Federhäuser über eine Gangreserve von 5 Tagen verfügt und den einzelnen Stundenzeiger präzise und ohne jedes Zeigerspiel führen kann, gestaltete Brassler auch erstmals die Räderwerksbrücke. Das MSH01 wurde mit dem red dot Design Award ausgezeichnet. 2016 folgte die Automatikvariante, das Werk MSA01. Auch hier gestaltete Brassler ein Werkselement – den Rotor. Beide Werke werden in der Premiumlinie „Circularis“ verbaut.
Das Modell „Salthora Meta“ stellt eine Ausnahmeerscheinung in der MeisterSinger-Kollektion dar; statt eines Stundenzeigers rotiert hier ein Minutenzeiger. Ein eigens entwickeltes Modul für die „Die Springende Stunde (Jumping Hour)“ sorgt für die nötige Spannung und Präzision.
2018 präsentierte das Unternehmen mit der Lunascope die erste Mondphase mit eigens entwickeltem Mondphasen-Modul.
Jedes Jahr gibt es von MeisterSinger außergewöhnliche Komplikationen so wie 2021 die „Bell Hora“. Zu jeder vollen Stunde ertönt ein Glockenton, der den Träger auch ohne Blick aufs Zifferblatt auf das Verstreichen der Zeit aufmerksam macht.
Insgesamt erstreckt sich die Kollektion über 77 Einzeigeruhren, die sich in 17 Modelllinien unterteilen. Das Sortiment wurde um Modelle erweitert, die zusätzlich zur Zeit auch Wochentag und Datum oder eine zweite Zeitzone anzeigen.

## Kooperation mit dem WWF
2021 ist das Projekt „Planet Earth“ in enger Zusammenarbeit mit dem WWF, einer der führenden Naturschutzorganisationen der Welt, realisiert worden. Der WWF setzt sich für den Erhalt der biologischen Vielfalt der Erde ein, fördert die nachhaltige Nutzung natürlicher Ressourcen und hilft, Umweltverschmutzung und verschwenderischen Konsum zu reduzieren.
2022 führte MeisterSinger diese Kooperation mit dem Projekt „Stratoscope Best Friends“ fort.

## Preise und Auszeichnungen
Die Uhren von MeisterSinger haben seit 2001 mehr als 35 Designpreise erhalten, darunter weltweit angesehene Auszeichnungen wie der red dot Design Award, der iF Design Award, der Good Design Award und der German Design Award vom Rat für Formgebung, sowie die Goldene Unruh des Uhren-Magazins.